# Càrtel Jalisco Nova Generació
El Càrtel Jalisco Nova Generació (CJNG) és un grup delictiu mexicà dedicat al narcotràfic, extorsió, segrest i tràfic d'armes. L'organització va ser creada el 2007 com un braç armat del Càrtel de Sinaloa sota el nom de Los Mata Zetas. El grup es va independitzar el 2010 i es va donar a conèixer a partir de setembre de 2011, sent liderat per Nemesio Oseguera Cervantes «El Mencho». L'organització és considerada com un dels grups delictius més perillosos de Mèxic i el principal rival del Càrtel de Sinaloa pel control de places i / o territoris al país. Segons informació del govern mexicà, el CJNG va superar en 2018 al Càrtel de Sinaloa en el domini del crim organitzat local que aquests tenien per més de 20 anys, convertint-se en objectiu prioritari de les autoritats d'aquest país i dels Estats Units; en aquest últim, per les relacions que aquests mantenen amb el crim organitzat internacional.
Des de l'any 2017, el Càrtel Jalisco Nova Generació (CJNG) va establir una aliança amb el Càrtel de Tijuana (Càrtel dels Arellano Félix), la qual en la pràctica va passar a ser una fusió, buscant recuperar el control de la ruta als Estats Units per Tijuana, controlada pel Càrtel de Sinaloa, el que ha generat inseguretat i angoixa en aquesta ciutat fronterera, que va comptabilitzar aquest any més de 500 morts per la guerra entre les dues organitzacions. Aquesta fusió es coneix com el Càrtel Tijuana Nova Generació (CTNG), sent la seu del CJNG en aquesta part de país.
La desmobilització dels combatents de les FARC va permetre que el CJNJ i el Càrtel de Sinaloa s'establissin a Colòmbia per a l'enviament de droga a Europa.